# Дублін (Індіана)
Дублін (англ. Dublin) — місто (англ. town) в США, в окрузі Вейн штату Індіана. Населення — 679 осіб (2020).

## Географія
Дублін розташований за координатами 39°48′46″ пн. ш. 85°12′19″ зх. д. / 39.81278° пн. ш. 85.20528° зх. д. (39.812859, -85.205190).  За даними Бюро перепису населення США в 2010 році місто мало площу 1,41 км², з яких 1,38 км² — суходіл та 0,03 км² — водойми.

## Демографія
Згідно з переписом 2010 року, у місті мешкало 790 осіб у 325 домогосподарствах у складі 210 родин. Густота населення становила 561 особа/км².  Було 367 помешкань (261/км²).
Расовий склад населення:
| - 98,0 % — білих - 0,5 % — азіатів - 0,3 % — чорних або афроамериканців |

До двох чи більше рас належало 1,3 %. Частка іспаномовних становила 0,9 % від усіх жителів.
За віковим діапазоном населення розподілялося таким чином: 22,9 % — особи молодші 18 років, 58,4 % — особи у віці 18—64 років, 18,7 % — особи у віці 65 років та старші. Медіана віку мешканця становила 42,1 року. На 100 осіб жіночої статі у місті припадало 89,4 чоловіків;  на 100 жінок у віці від 18 років та старших — 86,8 чоловіків також старших 18 років.
Середній дохід на одне домашнє господарство  становив 42 237 доларів США (медіана — 33 409), а середній дохід на одну сім'ю — 53 559 доларів (медіана — 41 750). Медіана доходів становила 31 932 долари для чоловіків та 28 214 долари для жінок. За межею бідності перебувало 22,2 % осіб, у тому числі 36,0 % дітей у віці до 18 років та 14,4 % осіб у віці 65 років та старших.
Цивільне працевлаштоване населення становило 342 особи. Основні галузі зайнятості: освіта, охорона здоров'я та соціальна допомога — 28,4 %, виробництво — 18,7 %, роздрібна торгівля — 12,6 %, мистецтво, розваги та відпочинок — 7,6 %.